# Tarantism
Tarantism är en sjukdomsföreteelse som först iakttogs i Italien under 1300- och 1400-talen. De sjuka hemföll först åt djup melankoli, men väcktes ur sin dystra sinnesstämning när de hörde musik. De började då dansa en konvulsivisk dans ("tarantella"), som de fortsatte tills de svimmade av trötthet. Enligt folktron orsakades tillståndet av bett från vargspindlar (Lycosa tarantula). Dess namn, tarantel, har den fått från staden Taranto i södra Italien, där den är vanlig. 
Under samma tid härjade S:t Johannes- och S:t Veitsdansen i Grevskapet Holland. Sjukdomen uppfattades som en hysterisk epidemi, och bakgrunden tros ligga i den svåra tid som européer då genomlevde, med exempelvis pesten. En annan orsak tros vara skrämsel och vidskepliga föreställningar, och när hysterin spred sig, spred den sig väldigt fort. Hos ainufolket i Japan finns imu-bakko och hos malajerna latah, vilka båda liknar tarantismen.
Sjukdomen har refererats till i kulturella sammanhang, såsom dansen tarantella och ett nyckelmotiv i Henrik Ibsens Ett dockhem.